# Mads Würtz Schmidt
Mads Würtz Schmidt   (Randers, 31 de març de 1994) és un ciclista danès professional des del 2013 i actualment a l'equip Israel-Premier Tech.
El 2015 es proclamà Campió del món en contrarellotge sub-23.

## Palmarès en ruta
- 2011
  -  Campió del món júnior en contrarellotge
  - Vencedor d'una etapa als Tres dies d'Axel
- 2012
  - 1r a la París-Roubaix júniors
  - 1r als Tres dies d'Axel i vencedor d'una etapa
  - Vencedor d'una etapa de la Cursa de la Pau júniors
- 2015
  -  Campió del món sub-23 en contrarellotge
  -  Campió de Dinamarca sub-23 en contrarellotge
  - Vencedor d'una etapa a la Volta a Dinamarca i 1r a la Classificació del joves
  - Vencedor d'una etapa del Tour de l'Avenir
- 2016
  -  Campió de Dinamarca sub-23 en ruta
  -  Campió de Dinamarca sub-23 en contrarellotge
  - 1r al Triptyque des Monts et Châteaux i vencedor de 2 etapes
  - 1r al Gran Premi Herning
  - Vencedor d'una etapa a la Volta a Dinamarca i 1r a la Classificació del joves
- 2021
  -  Campió de Dinamarca en ruta
  - Vencedor d'una etapa a la Tirrena-Adriàtica

### Resultats al Giro d'Itàlia
- 2018. 81è de la classificació general
- 2023. No surt (10a etapa)

### Resultats al Tour de França
- 2019. 117è de la classificació general